# Alexander Forbes
Alexander Rooney Forbes (21 de gener de 1925 - 28 de juliol de 2014) fou un futbolista escocès de la dècada de 1950 i entrenador.
Fou internacional amb la selecció d'Escòcia 14 cops entre 1947 i 1952.
Pel que fa a clubs, defensà els colors de Sheffield United, Arsenal, Leyton Orient i Fulham.
També jugà amb la selecció escocesa d'hoquei sobre gel.
Com entrenador entrenà al futbol base de l'Arsenal. Posteriorment entrenà a Sud-àfrica, a clubs com Orlando Pirates.

## Palmarès
- First Division: 1947-48, 1952-53
- FA Cup: 1950